# Lac de Lavigliolu
Le lac de Lavigliolu est un petit lac de Haute-Corse, situé dans le massif du Monte Ritondu à 1 834 m d'altitude, au-dessus de la forêt de Valdu Niellu, au pied de la Punta Artica (2 327 m).